# Die4U
Die4U è un singolo del gruppo musicale britannico Bring Me the Horizon, pubblicato il 16 settembre 2021 come primo estratto dall'ottavo album Post Human: Nex Gen.

## Descrizione
Il brano, descritto principalmente come un brano pop punk, emo e pop rock elettronico, ma anche come un mix di industrial moderno, pop alternativo ed emo rap, è stato pubblicato come singolo dopo essere stato anticipato dalla pubblicazione, attraverso i profili del gruppo sui principali social network, di numerosi video teaser.
È stato registrato in remoto, quando il cantante Oliver Sykes si trovava bloccato in Brasile a causa della pandemia di COVID-19 e il resto della band era nel Regno Unito.
Parlando del significato del brano, Sykes ha dichiarato:
Il singolo ha vinto il premio come migliore canzone dell'anno ai Kerrang! Awards 2022.

## Video musicale
Il video ufficiale del brano, pubblicato lo stesso giorno di uscita del singolo, è stato diretto dal cantante Oliver Sykes ed è ispirato alla serie di film sui vampiri Blade. È stato registrato a Kiev, in Ucraina, durante l'estate 2021.

## Tracce
Testi e musiche di Oliver Sykes, Jordan Fish, BloodPop, Rami Yacoub e Madison Love.
1. Die4U – 3:27

## Formazione
Gruppo
- Oliver Sykes – voce
- Jordan Fish – cori, programmazione, ingegneria del suono
- Lee Malia – chitarra
- Matt Kean – basso
- Matthew Nicholls – batteria

Altro personale
- BloodPop – produzione, programmazione
- Evil Twin – produzione
- Gupi – produzione aggiuntiva
- Zakk Cervini – missaggio, mastering
- Nik Trekov – assistenza al missaggio

## Classifiche
| Classifica (2021)                | Posizione massima |
| -------------------------------- | ----------------- |
| Regno Unito                      | 41                |
| Regno Unito (rock & metal)       | 1                 |
| Stati Uniti (hard rock)          | 2                 |
| Stati Uniti (mainstream rock)    | 12                |
| Stati Uniti (rock & alternative) | 23                |